# Hironobu Haga
Hironobu Haga (født 21. december 1982) er en tidligere japansk fodboldspiller.
Han har spillet for flere forskellige klubber i sin karriere, herunder JEF United Chiba og Consadole Sapporo.